# 昂昂渓駅
昂昂渓駅（こうこうけいえき）とは、中華人民共和国黒竜江省チチハル市昂昂渓区に位置する浜洲線の駅。

## 歴史
- 1900年　開業。

## 隣の駅
中華人民共和国鉄道部
浜洲線
三間房駅 - 昂昂渓駅 - フラルキ駅